# Señorío de Schellenberg
El Señorío de Schellenberg (en alemán: Herrschaft Schellenberg) fue un estado histórico del Sacro Imperio Romano Germánico, actualmente ubicado en el Principado de Liechtenstein. Su capital era la ciudad de Schellenberg.

## Geografía
Ubicado al norte del Condado de Vaduz, su área corresponde al actual distrito electoral de Unterland (en alemán: Wahlkreis Unterland). El territorio incluía los actuales municipios de Eschen, Gamprin, Mauren, Ruggell y Schellenberg.

## Historia
El señorío fue constituido en el siglo IX por Carlomagno y comprado por los Condes de Vaduz en 1437, convirtiéndose de facto en una dependencia unida al Condado de Vaduz. Después de la Guerra de Suabia en 1499, ambos quedaron bajo la soberanía de Austria. Diferentes dinastías de condes compraron y vendieron estos territorios, hasta que fueron adquiridos en 1699 por Hans-Adam I, Príncipe de Liechtenstein, por 115,000 florines; él había recibido el estatus de príncipe en 1706, pero necesitaba adquirir un territorio con inmediatez imperial para tener derecho a voto en la Dieta de los Príncipes del Imperio. En 1712, la dinastía Liechtenstein también compró el cercano Condado de Vaduz por 290,000 florines. El Emperador del Sacro Imperio Romano Germánico, Carlos VI, unió formalmente Vaduz y Schellenberg en 1719 como el Principado de Liechtenstein.